# Wurmiella
Genre
Wurmiella est un  genre éteint de conodontes de la famille des Spathognathodontidae et de l'ordre des Ozarkodinida. Les espèces se retrouvent dans des terrains datant s'étendant de l'Ordovicien jusqu'au Dévonien inférieur, avec une répartition mondiale.

## Liste des espèces
Selon GBIF (27 avril 2025) :
- † Wurmiella excavata (Branson & Mehl, 1933) - Nevada, Dévonien inférieur[2]
- † Wurmiella hamata (Walliser, 1964) - Suède, Gorstien[3]
- † Wurmiella inflata (Walliser, 1964) - Autriche et Suède, Silurien[3]
- † Wurmiella polinclinata (Nicoll & Rexroad, 1968) - Canada, de l'Ordovicien au Silurien[4]

## Systématique
Le nom valide complet (avec auteur) de ce taxon est Wurmiella Murphy (d), Valenzuela-Ríos (d) & Carls (d), 2004.

### Publication originale
- (en) M. A. Murphy, J. I. Valenzuela-Ríos et P. Carls, « On Classification of Pridoli (Silurian)-Lochkovian (Devonian) Spathognathodontidae (Conodonts) », University of California, Riverside, Campus Museum Contribution, États-Unis, vol. 6,‎ 2004, p. 1-25.